# Forul lui Traian

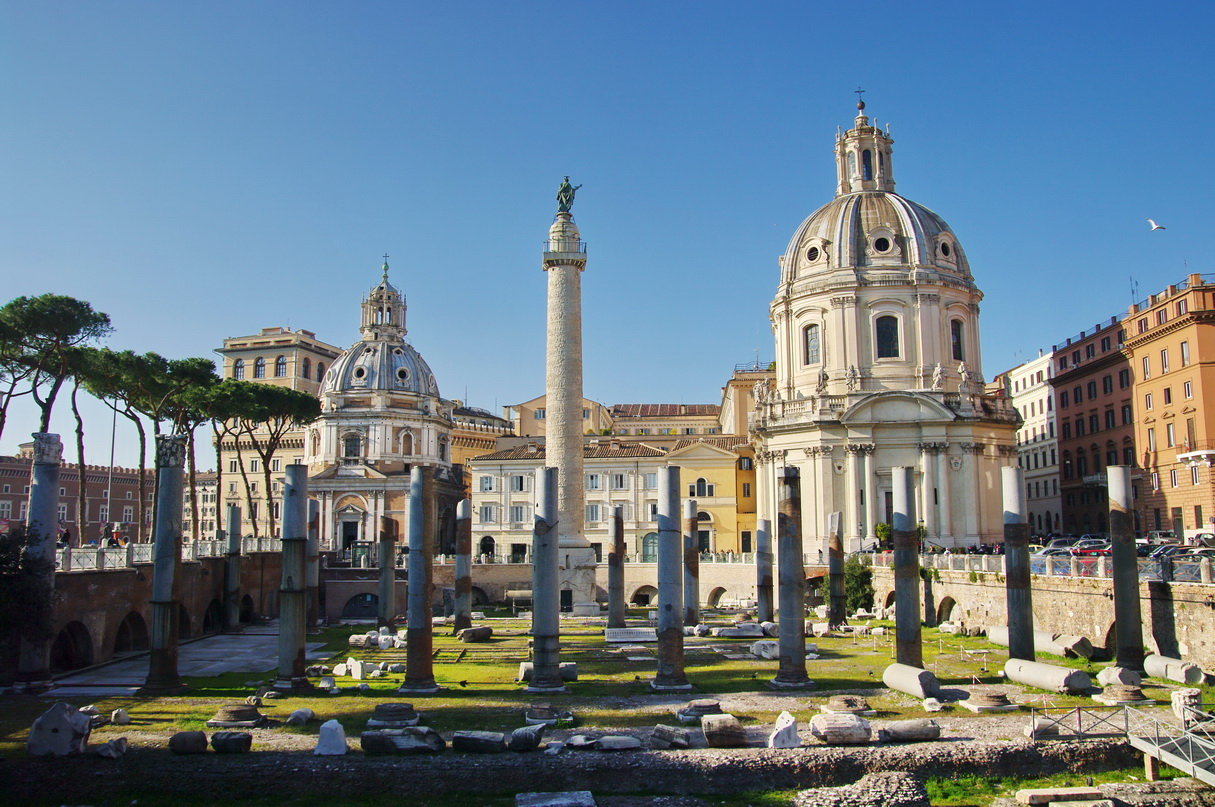
Columna lui Traian și Biserica Sfântul Nume al Mariei din Forul lui Traian

Forum Traiani a fost ultimul for imperial construit în Roma, realizat de Apollodor din Damasc pe o suprafață de teren de 275.000 m2, între Capitoliu și Quirinal, prin evacuarea a 850.000 m3 de pământ. S-a lucrat între anii 107–117 d.Hr. cu fonduri din prada dacică și cu captivi de război.
Forul lui Traian s-a păstrat intact până în secolul VI. S-a folosit marmură policromă la coloane și placaje și bronz aurit la acoperiș. La intrarea în piață exista un arc de triumf cu trei intrări, peste care trona o statuie a împăratului într-un car tras de șase cai de bronz aurit. În centrul pieței se înălța statuia ecvestră în bronz aurit a lui Traian, iar piața era înconjurată de un portic decorat cu busturi de daci captivi, între care și bustul lui Decebal. Urmând axa centrală a pieței, urma Basilica Ulpia (66 x 159 m). În ea existau statui ale oamenilor iluștri și trofee de război dacice. 
În spatele basilicii se înălța Columna Traiană, flancată de două biblioteci (latină și greacă care, în afară de libri, conțineau manuscrise celebre, memorii ale împăraților și documente de stat). În încăperea din baza columnei a fost depusă urna funerară a împăratului. Vis-a-vis de basilică se afla templul dedicat lui Traian și soției sale Plotina (templum divi Traiani et divae Plotinae), construit și inaugurat de împăratul Hadrian. 
Pe aripa de nord a forumului se găseau piețele de mărfuri ale lui Traian (în italiană Mercati di Traiano), un complex impunător de cărămidă din care s-a conservat o parte considerabilă până în prezent, care avea și rolul de a fixa marginea colinei ce fusese îndepăratată pentru a elibera spațiul.